# Сквозная (пещера, Адыгея)
Пещера Сквозная – пещера, расположенная в Адыгее, в долине ручья Руфабго, в 400 м от водопада «Шум». Представляет собой большой грот
в скальной стене, в задней части которого в потолке находится ещё один вход (колодец) с верхней части скалы.
Круто-наклонный пол образован осыпью из крупных камней. Водотоков в пещере нет. Между глыбами есть небольшие незакартированные пролазы.
Тропа к пещере начинается от водопада «Шум», идёт вверх по крутому склону 300 м, доходит до обрывов,
поворачивает влево и ещё 100 м вдоль обрывов.

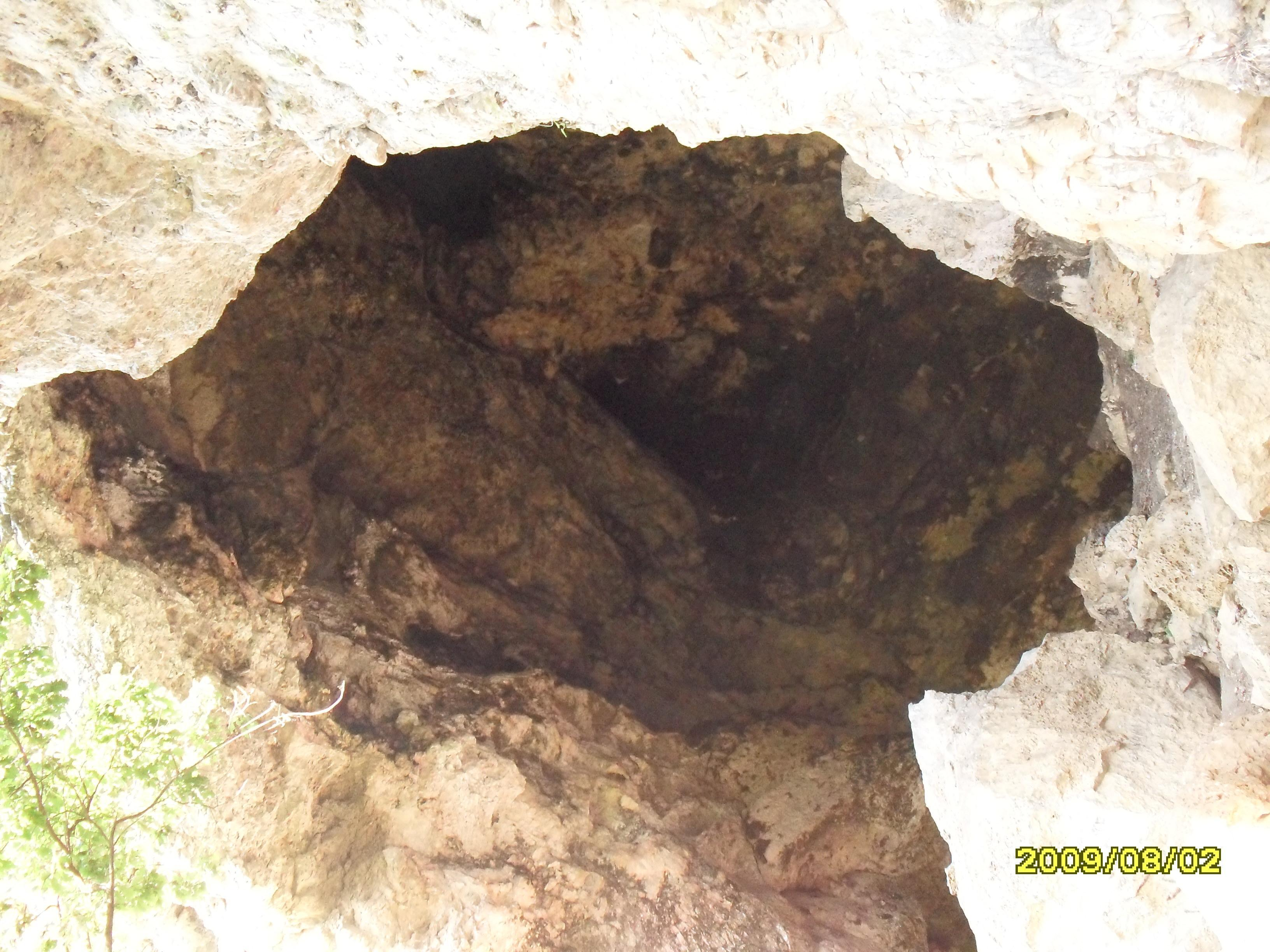
Вход в пещеру Сквозная
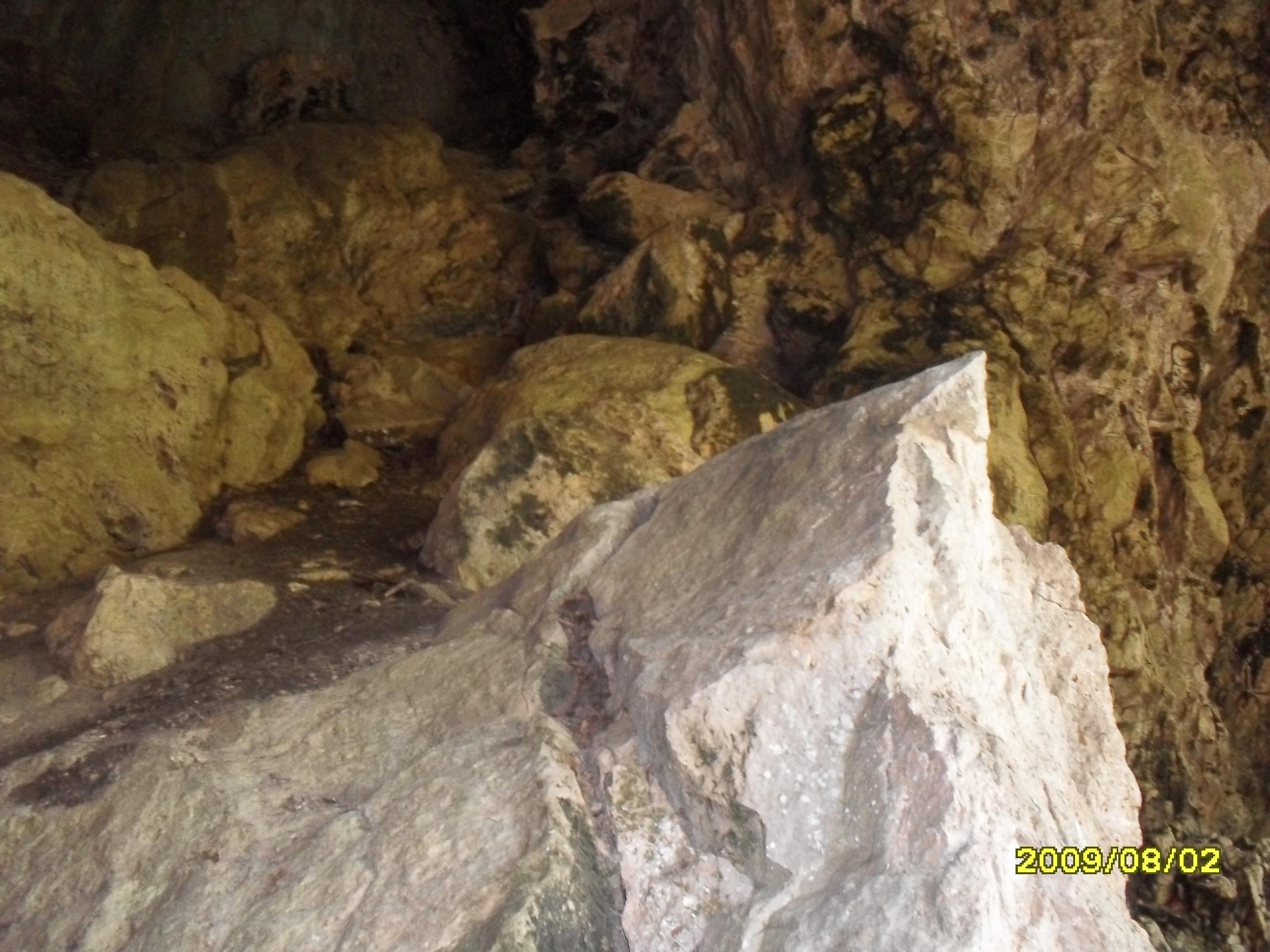
В пещере Сквозной